# Contea di Roberts (Dakota del Sud)
La contea di Roberts ( in inglese Roberts County ) è una contea dello Stato del Dakota del Sud, negli Stati Uniti. La popolazione al censimento del 2000 era di 10 016 abitanti. Il capoluogo di contea è Sisseton.